# Carol Mavorová
Carol Jane Mavorová (nepřechýleně Carol Mavor; * 1957) je americká spisovatelka, historička fotografie a profesorka. Její dílo zahrnuje knihy Pleasures Taken: Performances of Sexuality and Loss in Victorian Photographs, Becoming: The Photographs of Clementina, Viscountess Hawarden a Blue Mythologies: Reflections on a Color. Je profesorkou dějin umění a vizuální kultury na univerzitě v Manchesteru.

## Tvorba
První kniha Mavorovové Pleasures Taken: Performances of Sexuality and Loss in Victorian Photographs byla vydána nakladatelstvím Duke University Press v roce 1995. Pleasures Taken kriticky analyzuje tři sbírky fotografií z viktoriánské éry, včetně fotografií mladých dívek shromážděných Lewisem Carrollem, a tvrdí, že podobnosti ve fantaziích mezi viktoriány a lidmi současnosti ztěžují současným pozorovatelům vidět viktoriánské touhy. Zatímco The Times Literary Supplement popsal její aplikaci literární teorie jako „napjatou“, také poznamenal, že Mavorová „má v úmyslu provokovat a má úspěch“.
O čtyři roky později vyšla v nakladatelství Duke University Press autorčina druhá kniha Becoming: The Photographs of Clementina, Viscountess Hawarden. Dílo Becoming zkoumá fotografie svých dcer pořízené Clementinou Hawardenovou, a analyzuje je se smyslným a erotickým obsahem. Susan Freemanová, která píše pro Journal of Women's History, shrnula knihu jako „teoretické a provokativní zkoumání fotografek a jejich subjektů, vztahů mezi matkou a dcerou, potěšení a sexuality osob stejného pohlaví“. The Village Voice chválil Mavorové „skutečný talent pro evokování a objasňování jednotlivých obrazů“, ale kritizoval její „sklon upadnout do erotických úletů fantazie“ a nakonec došel k závěru, že „analytické slabiny Mavorové daleko převažují její síly“. The Times Literary Supplement také našel chybu v „jednomyslných“ interpretacích Mavorové a poznamenal, že kniha „neprojevuje žádný zájem o to, jak by se na své fotografie mohla dívat sama Hawardenová“. Autorčinu knihu Reading Boyishly: J. M. Barrie, Roland Barthes, Jacques Henri Lartigue, Marcel Proust a D. W. Winnicott z roku 2007, ve které zkoumá „chlapská“ díla autorů jmenovaných v názvu, popsal Grayson Perry v The Guardian jako „napínavý mix filozofie, fotografie, biografie a mnohem více“, a Susan Salter Reynoldsová v Los Angeles Times jako „obrana dospívání“.
V roce 2012 vydalo Duke University Press knihu Mavorové Black and Blue: The Bruising Passion of Camera Lucida, La Jetée, Sans Soleil and Hiroshima mon amour, ve které spisovatelka využívá osobní vzpomínky k interpretaci francouzských poválečných děl Rolanda Barthese, Chrise Markera, Marguerity Durasové a Alaina Resnaise. Los Angeles Review of Books popsal knihu jako „svědectví o pohmožděné a zraňující síle umění“ napsané „nezahanbujícím způsobem v první osobě, bez předpisu“. Max Silverman ve Francouzských studiích poukázal na to, že „Carol Mavorová nepíše konvenční umělecká díla a literární kritiku“ a že ačkoli je psaní „vzdorně neracionální“, jeho „poetická „logika“ podobností a rozdílů a souvztažností a nepřítomností otevřít kulturu a nevědomí osvětlujícím způsobem.„
Blue Mythologies: Reflections on a Color, kterou Publishers Weekly nazval „skvělým, multidisciplinárním dílem“, které „zkoumá estetické a emocionální rezonance barev z nové perspektivy“, vydalo nakladatelství Reaktion Books v roce 2013. Visual Studies shrnul Blue Mythologies jako „poetické a vědecké zkoumání fascinace lidstva modrou barvou, napsané nestydatě osobním a strukturálně vynalézavým stylem“. Dylan Montanari, který psal pro časopis Los Angeles Review of Books, chválil schopnost Mavorové „přemluvit nás, abychom měli méně samolibý postoj k našim vlastním protichůdným investicím, i když jde o něco tak zdánlivě neškodného, jako je barva“, ale také poznamenal, že někteří čtenáři by mohli odmítnout některé analýzy knihy jako „fantastické přemítání ze strany Mavorové vhodné pro memoáry, ale nic jiného“. Philip Hoare z Times Higher Education navrhl, že „je snazší číst Blue Mythologies jako vylepšenou poezii, spíše než prózu“, a dospěl k závěru, že kniha „uspěje v novém nasměrování našich očí“.
Autorčina nejnovější kniha Aurelia: Art and Literature Through the Mouth of the Fairy Tale (Aurelia: Umění a literatura ústy pohádky) vyšla v nakladatelství Reaktion Books v roce 2017. Pro Jacka Zipese je samotná kniha „mimořádnou, poetickou a analytickou pohádkou“ o umění, literatuře a pohádkách, kterou pak Mavorová používá k demonstraci toho, „jak prostřednictvím těchto příběhů chápeme a metonymicky prožíváme své životy“.
Autorčina báseň „Mothball Moon“ byla publikována v P. N. Review. Napsala také eseje pro kulturní čtvrtletník Cabinet Magazine.

## Filmy
Mavorová vytvořila film Fairy Tale Still Almost Blue, který byl popsán v The Philadelphia Inquirer jako „něco jako čistě ženská, pohádková verze temné novely Thomase Manna Smrt v Benátkách“. Psala a hrála také ve filmu Full, který natočila a sestříhala Megan Powellová.

## Akademická kariéra
Mavorová je profesorkou dějin umění a vizuální kultury na Univerzitě v Manchesteru. Zastávala také dočasné čestné funkce v jiných institucích, včetně Northrop Frye Chair v oboru teorie literatury na University of Toronto v roce 2010 nebo profesorka dějin umění a vizuální kultury na univerzitě v Kodani v roce 2019. Dříve učila na University of North Carolina v Chapel Hill. Doktorát z historie vědomí získala v roce 1989 pod vedením Haydena Whitea na xUniversity of California, Santa Cruz.

## Podcasty
V roce 2018 podcast This is Love vedl dialog s Mavorovou pro jejich epizodu „Blue“.